# Jingle Bells/U Can't Touch This
Pour les articles homonymes, voir Jingle Bells.
Singles de Crazy Frog
Popcorn
(2005) We Are the Champions (Ding a Dang Dong)
(2006)
Pistes de Crazy Frog Presents Crazy Hits (Crazy Christmas Edition)
Intro Last Christmas
Jingle Bells/U Can't Touch This est une chanson de dance de Crazy Frog sortie en décembre 2005 sous le label de musique électronique Ministry of Sound. Le single est extrait de l'album Crazy Frog Presents Crazy Hits (Crazy Christmas Edition), la chanson a été écrite par Erik Wernquist.

## Single liste des pistes
Royaume-Uni
1. "Jingle Bells" (radio mix)
2. "U Can't Touch This" (video mix)
3. "Jingle Bells" (club vocal mix)
4. "I Like To Move It" (club mix)

Enhanced Section:
1. "Jingle Bells" (video)
2. "U Can't Touch This" (video)
3. "Jingle Bells" (U-MYX format)

 Australie
1. "Jingle Bells" (radio mix)
2. "U Can't Touch This" (album mix)
3. "Last Christmas"

 France
1. "Jingle Bells" (single mix) — 2:37
2. "Jingle Bells" (new club mix) — 5:21
3. "Jingle Bells" (new vocal mix) — 5:21
4. "Last Christmas" (single mix) — 3:22

## Classements, certifications, successions
| Classement (2006)                       | Meilleure position |
| --------------------------------------- | ------------------ |
| Australie (ARIA)                        | 4                  |
| Belgique (Flandre Ultratop 50 Singles)  | 2                  |
| Belgique (Wallonie Ultratop 50 Singles) | 3                  |
| Pays-Bas (Nederlandse Top 40)           | 32                 |
| Europe Eurochart Hot 100                | 2                  |
| France (SNEP)                           | 5                  |
| Irlande Singles Chart                   | 11                 |
| Nouvelle-Zélande (RMNZ)                 | 1                  |
| Suède (Sverigetopplistan)               | 10                 |
| Royaume-Uni Singles Chart               | 5                  |

| Classement annuel (2005)                 | Position |
| ---------------------------------------- | -------- |
| Belgique (Wallonie) Classement single    | 69       |
| France SNEP Classement single            | 83       |
| Nouvelle-Zélande RIANZ Classement single | 10       |

## Certifications
| Pays      | Certification | Date | Vente certifié |
| --------- | ------------- | ---- | -------------- |
| Australie | Or            | 2005 | 35,000         |